# Cerotainiops mcclayi
Cerotainiops mcclayi là một loài ruồi trong họ Asilidae. Cerotainiops mcclayi được Martin miêu tả năm 1959. Loài này phân bố ở vùng Tân Bắc giới.